# Стратифікація (геологія)

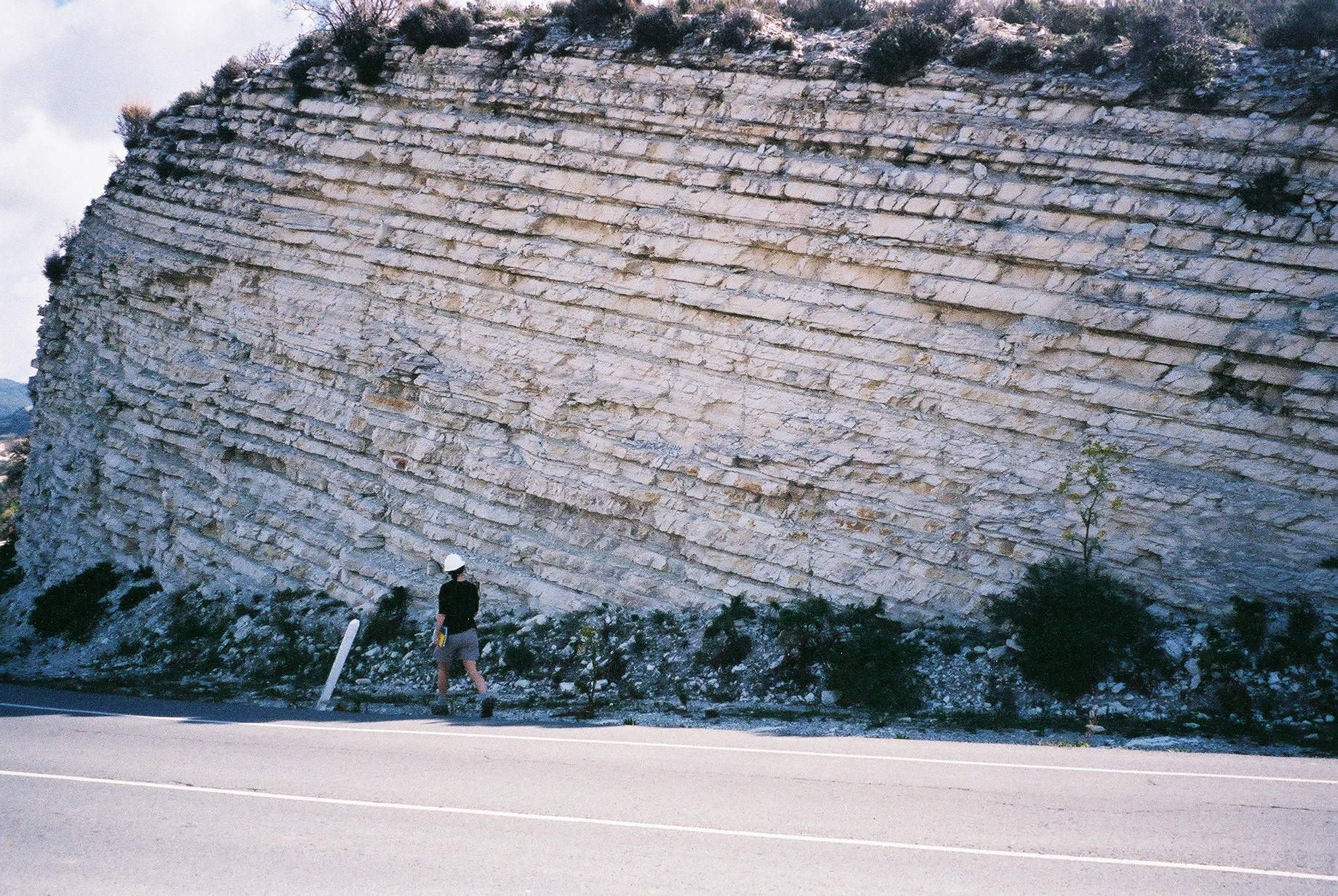
Шаруватість гірських порід

Стратифікація (геологія) — (рос. стратификация в геологии; англ. stratification in geology; нім. Stratifikation f in der Geologie) – 1. Шарувата будова гірських порід; розміщення шарами; шаруватість. 2. Послідовність залягання геологічних відкладів (осадів і осадових порід) шарами, пластами, товщами у вертикальному розрізі.